# Bitwa pod Bulair
Bitwa pod Bulair – bitwa stoczona 26 stycznia 1913 roku w trakcie trwania I wojny bałkańskiej pomiędzy bułgarską 7 Rilską Dywizją Piechoty pod dowództwem generała Georgiego Todorowa a osmańską 27 Dywizją Piechoty. Bitwa zakończyła się bułgarskim zwycięstwem.

## Przed bitwą
Silnie umocniona turecka forteca Edirne była blokowana od początku wojny przez armie bułgarskie. W połowie stycznia 1913 tureckie wyższe dowództwo postanowiło przygotować się do przełamania blokady.

## Bitwa
O świcie 26 stycznia pod osłoną mgły turecka 27 Dywizja przedostała się niespodziewanie pod pozycje bułgarskie. Bułgarzy odkryli atak zaledwie kilkadziesiąt metrów od swoich pozycji. O godzinie 7 turecka artyleria rozpoczęła ostrzał, Bułgarzy odpowiedzieli również ostrzałem artyleryjskim. W tym samym czasie żołnierze 13 pułku piechoty spowolnili działanie tureckie, przez co ich działania straciły na efektywności.
Od godziny 8:00 działania 27 DP koncentrowały się na linii wokół Morza Marmara. Póki Turcy posiadali przewagę liczebną, odnosili pewne sukcesy na lewej flance sił bułgarskich. Widząc zaistniałą sytuację dowódca bułgarski zdecydował o przeprowadzenie kontrataku, co pozwoliło ponownie zepchnąć Turków na swoje pozycje.
Turcy zaskoczeni zdecydowaniem Bułgarów wpadli w panikę. W tym samym czasie bułgarska artyleria kontynuowała ostrzeliwania pozycji tureckich. Około godziny 15 bułgarski 22 pułk piechoty zaatakował prawe skrzydło tureckie. Po krótkiej walce siły te musiały się wycofać. Sparaliżowane siły tureckie były dziesiątkowane przez ogień bułgarskiej artylerii. W międzyczasie Bułgarzy zaatakowali i rozbili całe lewe skrzydło tureckie.
O godzinie 17:00 Turcy ponowili swój atak, jednak z powodu ciężkich strat zostali zmuszeni do odwrotu